# Edward Blount, II barón de Mountjoy
Edward Blount, II barón de Mountjoy (1464 - 12 de octubre de 1475) fue un noble inglés.
Edward Blount nació en 1464 en Londres, siendo el segundo hijo de Sir William Blount (circa 1442–1471) y Margaret de Echyngham. Heredó su título tras la muerte de su abuelo, Walter Blount, I barón de Mountjoy, en 1474, luego de que su padre, Sir William Blount, muriera en 1471 en la Batalla de Barnet durante las Guerras de las Rosas y su hermano mayor hubiera fallecido joven en 1462. Estaba comprometido con Anne Cobham, la heredera menor de edad hija de Thomas Cobham, pero el matrimonio no se consumó.
Al morir el 12 de octubre de 1475, el título pasó a su tío John Blount, III barón de Mountjoy. Su prometida/viuda, aún con solo 9 años de edad, luego se casó con Edward Burgh, II barón de Burgh.